# 四七社
四七社（德語：Gruppe 47）是于1947年成立的德国文学团体。它由汉斯·里希特组织的年轻作家聚会发展而来，没有正式的组织形式，没有固定的成员，也没发布文学纲领，却发现和培养了很多年轻作家，如海因里希·伯尔、君特·格拉斯和马丁·瓦尔泽，对现代德国文学的发展有深远影响。

## 历史

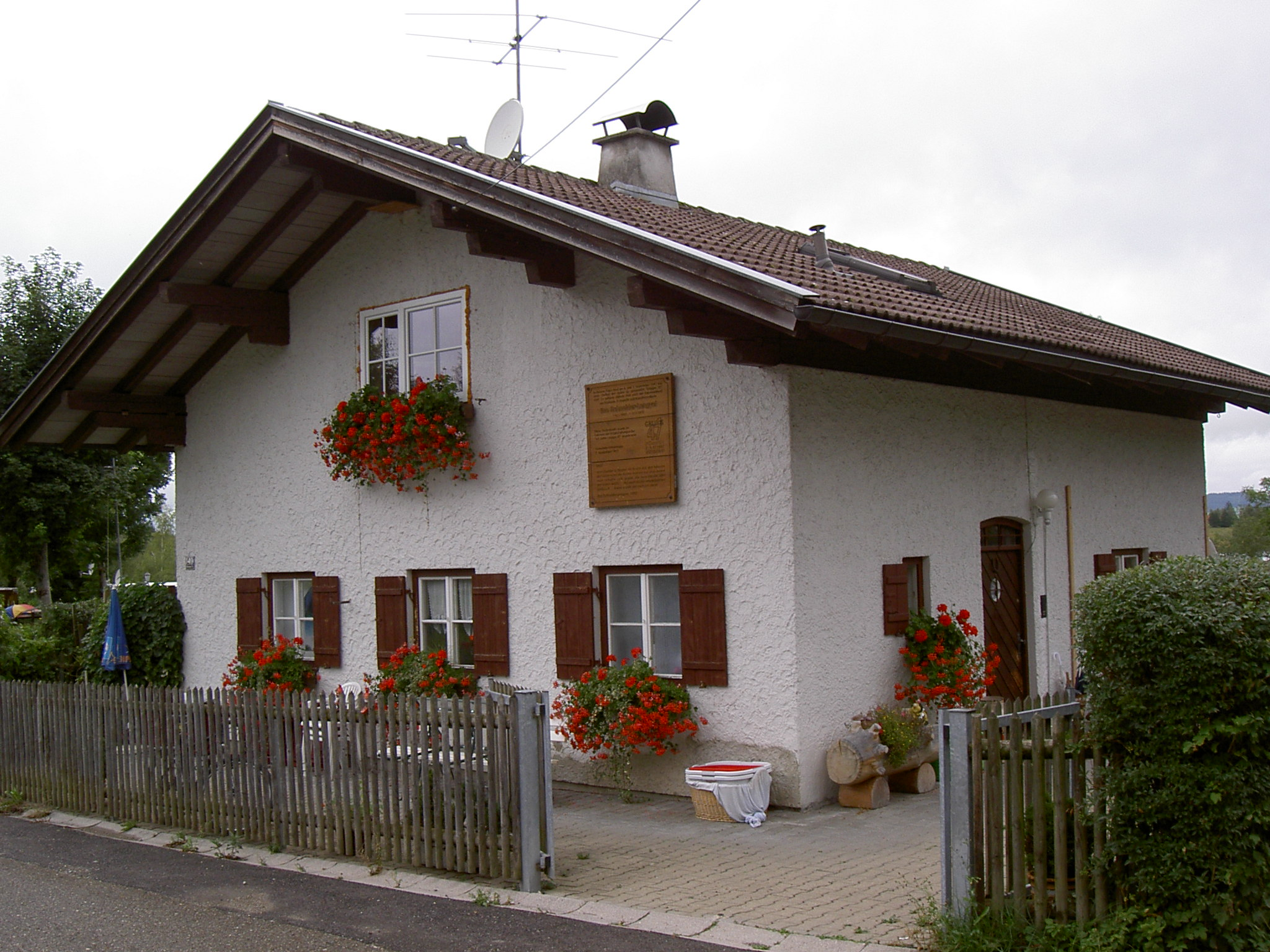
四七社创立地

1945年春天，在罗德岛的战俘营中，Curt Vinz，阿尔弗雷德·安德施和汉斯·里希特编辑了一份报纸《呼声》，主要任务是对德国战俘进行教育与宣传。在这些德国战俘回到德国之后，他们在1946年8月15日出版了杂志《呼声》 ，主要刊登文学作品。里希特和安德施希望《呼声》能起到政治作用，来宣传他们将自由的德国作为东西欧之间桥梁的思想。他们还在文章中批评美国占领军，最终导致1947年春天，《呼声》周刊被美国占领当局以政治激进为由取缔，两人不再担任编辑，改变风格的《呼声》周刊不久也告停刊。
不再担任编辑的里希特和安德施邀请德国的年轻作家和编辑在德国南部阿尔高的本瓦尔德湖湖畔聚会，希望筹办新刊物《蝎子》，但未获准发行，可这种聚会形式保留了下来，形成了一个松散的文学团体，即四七社。里希特回忆说“四七社的发起带有政治记者性质，参与者并非想创作纯文学作品，而是带有文学野心的投身政治的记者。”。四七社的作品大多控诉法西斯，描写第三帝国的兴亡，但其艺术表现手法多种多样。
自1950年起，出版社和广播电台资助颁发四七社文学奖，逐渐使四七社聚会成为发现和培养年轻作家的场所，大大促进了战后德国文学的繁荣。由于学生运动高涨和社会矛盾加剧，四七社内部产生分歧，自1967年起停止活动，1977年宣布解散。

## 四七社文学奖

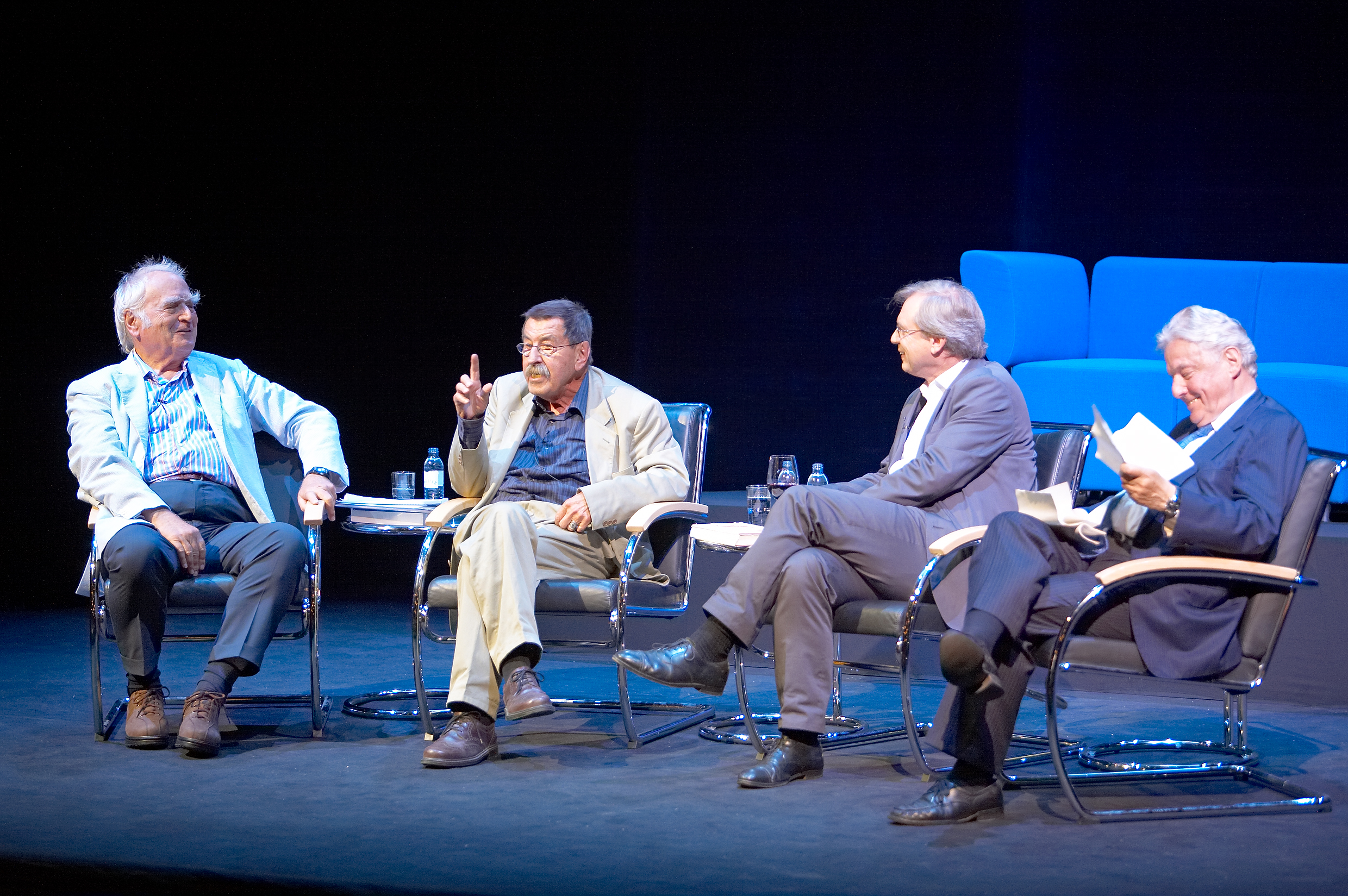
纪念四七社创立六十周年活动中的马丁·瓦尔泽、君特·格拉斯和约阿希姆·凯泽

1950年起开始对非知名作者颁发四七社文学奖。
- 1950: Günter Eich, for "Abgelegene Gehöfte"
- 1951: 海因里希·伯尔, for "Die schwarzen Schafe"
- 1952: 伊尔泽·艾辛格尔 for the story "Spiegelgeschichte"
- 1953: 英格博格·巴赫曼, for Die gestundete Zeit
- 1954: Adriaan Morriën, for Zu große Gastlichkeit verjagt die Gäste
- 1955: 马丁·瓦尔泽, for the story "Templones Ende"
- 1958: 君特·格拉斯, for Die Blechtrommel
- 1962: 约翰内斯·博布罗夫斯基 for the poems Sarmatische Zeit
- 1965: Peter Bichsel, for "Die Jahreszeiten"
- 1967: Jürgen Becker, for Ränder